# Erica Leerhsen
Erica Lei Leerhsen (New York, 14 februari 1976) is een Amerikaans actrice. Haar cv bestaat voor een aanzienlijk deel uit rollen in horrorfilms, zoals Book of Shadows: Blair Witch 2, The Texas Chainsaw Massacre, Wrong Turn 2: Dead End, Living Hell en Lonely Joe.
Leerhsens enige ervaring voor de camera was hetgeen ze opdeed tijdens het maken van de kort-film Junior Creative (2000), toen ze datzelfde jaar debuteerde op het witte doek met een hoofdrol in de horrorfilm Book of Shadows: Blair Witch 2. In de jaren die volgden, werd ze doorgaans door de ene na de andere filmgriezel achterna gezeten. Niettemin kreeg Leerhsen zo nu en dan ook aanzienlijke rollen in films van andere genres, zoals in de dramafilms The Warrior Class en Little Athens. Kleinere rolletjes waren er in de Woody Allen-titels Hollywood Ending en Anything Else.
Leerhsens verschijningen in televisieseries bestaan voornamelijk uit de dertien afleveringen waarin ze Amanda Bowles speelt in The Guardian (2001-02). Daarnaast had ze eenmalige gastrolletjes in The Sopranos (2001), Alias (2003), Ghost Whisperer (2005), CSI: Miami (2006), The Good Wife (2011) en Person of Interest (2012).

## Filmografie
*Exclusief televisiefilms
- Magic in the Moonlight (2014)
- Mischief Night (2013)
- Phobia (2013)
- The Message (2012)
- The Butterfly Room (2012)
- First Dates (2010)
- Lonely Joe (2009)
- Wrong Turn 2: Dead End (2007)
- Mozart and the Whale (2005)
- Little Athens (2005)
- The Warrior Class (2004)
- The Texas Chainsaw Massacre (2003)
- Anything Else (2003)
- Hollywood Ending (2002)
- Book of Shadows: Blair Witch 2 (2000)

## Televisieseries
*Exclusief eenmalige (gast)rollen
- The Guardian - Amanda Bowles (2001-2002, dertien afleveringen)

- Bibliothèque nationale de France: cb14197992d (data)
- Gemeinsame Normdatei: 114704435X
- International Standard Name Identifier: 0000 0000 7840 1876
- Library of Congress Control Number: nr2004013919
- Nationale Bibliotheek van Tsjechië: xx0164973
- Nationale Bibliotheek van Polen: a0000002074930
- SNAC: w6dr6493
- Système universitaire de documentation: 177884711
- Virtual International Authority File: 19628228
- WorldCat: E39PBJwHgCBmVWyM8fdK7vJJjC